# Avanpostul (film din 2008)
Avanpostul (engleză: Outpost) este un film de groază britanic din 2008 regizat de Steve Barker după un scenariu de Rae Brunton. Filmul prezintă un grup de mercenari experimentați care sunt nevoiți să lupte pentru viețile lor după ce sunt angajați de un om de afaceri misterios pentru a găsi într-o pădure un buncăr militar din al doilea război mondial. În rolurile principale joacă actorii Julian Wadham (ca Hunt), Ray Stevenson și Richard Brake.
Este continuat de filmul direct-pe-DVD Outpost: Black Sun din 2012.  Partea a doua a fost scrisă de Steve Barker și Rae Brunton, în timp ce Barker a revenit ca regizor. Continuarea a avut un buget de 25 000 de lire sterline din partea Dumfries și Galloway Council. În 2013, a apărut o altă continuare, Outpost: Rise of the Spetsnaz.

## Distribuție
- Julian Wadham - Hunt, "Company" agent
- Ray Stevenson - DC, British Royal Marine Warrant Officer
- Richard Brake - Prior, United States Marine Corps
- Paul Blair - Jordan, French Foreign Legionnaire
- Brett Fancy - Taktarov ("Tak"), Russian Alpha Group
- Enoch Frost - Cotter, Belgian Peacekeeper
- Julian Rivett - Voyteche, Yugoslav military
- Michael Smiley - McKay ("Mac"), British Army Parachute Regiment
- Johnny Meres - Brigadeführer Götz, German SS (Schutzstaffel) Officer ("The Breather")